# Wout Brama
Wout Brama (Almelo, Países Bajos, 21 de agosto de 1986) es un exfutbolista neerlandés que jugaba de mediocampista.

## Clubes
| Club                         | País         | Año       |
| ---------------------------- | ------------ | --------- |
| F. C. Twente                 | Países Bajos | 2005-2014 |
| PEC Zwolle                   | Países Bajos | 2014-2016 |
| F. C. Utrecht                | Países Bajos | 2017      |
| Central Coast Mariners F. C. | Australia    | 2017-2018 |
| F. C. Twente                 | Países Bajos | 2018-2023 |

## Palmarés

### Campeonatos nacionales
| Título                        | Club         | País         | Año     |
| ----------------------------- | ------------ | ------------ | ------- |
| Eredivisie                    | F. C. Twente | Países Bajos | 2009-10 |
| Supercopa de los Países Bajos | F. C. Twente | Países Bajos | 2010    |
| Copa de los Países Bajos      | F. C. Twente | Países Bajos | 2010-11 |
| Supercopa de los Países Bajos | F. C. Twente | Países Bajos | 2011    |